# تسوکویومی

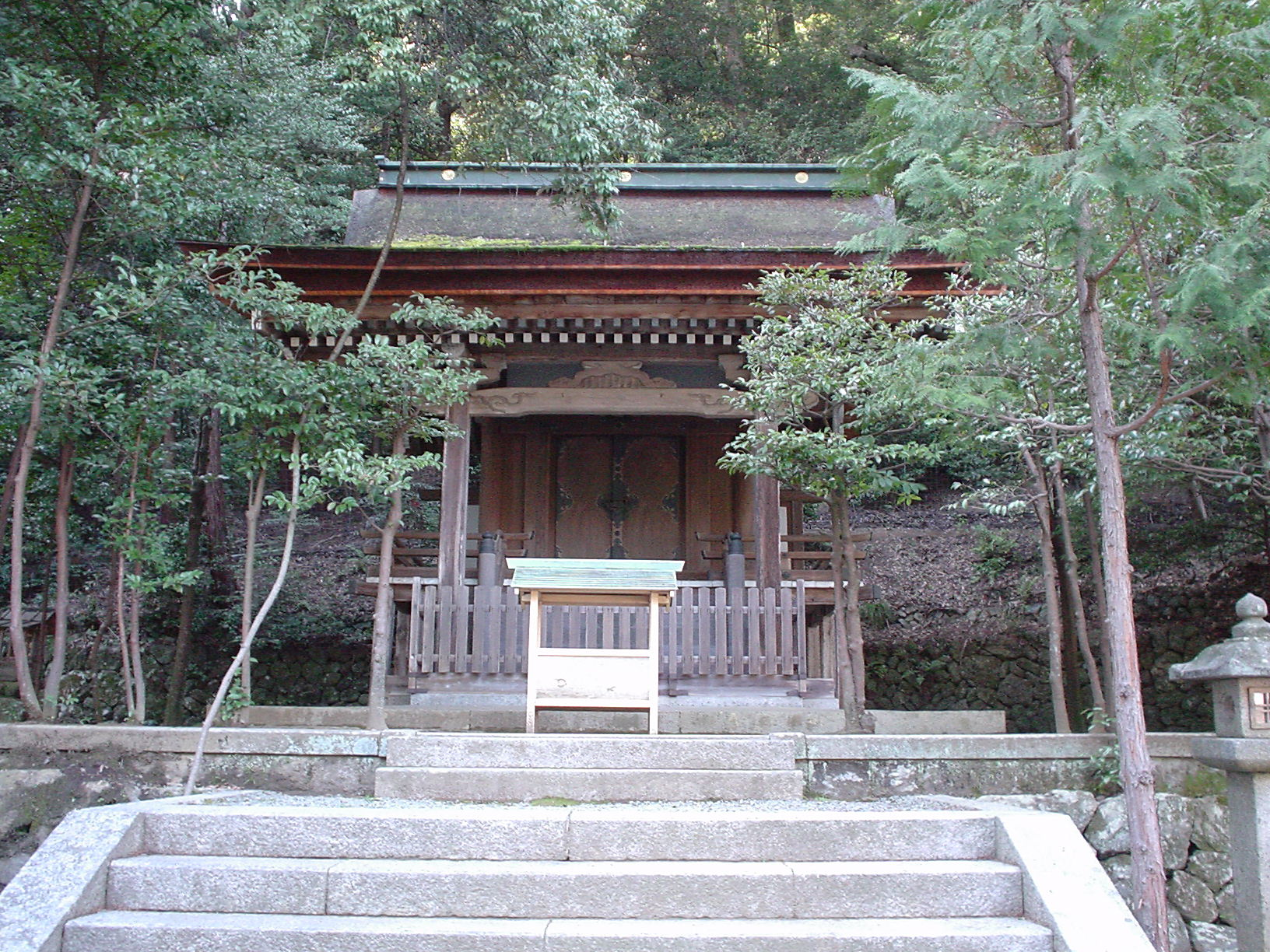
معبد تسوکویمی، کیوتو، ژاپن.

تسوکویومی∗ (月読)، تسوکویومی-نو-میکوتو (月読の命 یا 月夜見の尊) یا تسوکویمی-نو-کامی∗ (月読の神)، خدای ماه و شب است. جنس این خدا نامعلوم است و گاهی نر و گاهی ماده به‌شمار می‌آید، ولی گمان این است که وی نر (خدای ماه) و مقابل خواهرش آماتراسو (ایزدبانوی خورشید) است.

## افسانه

### زایش
تسوکویومی دومین فرزند از «سه فرزند برجستهٔ»∗ ایزاناگی است. پس از برگشت ایزاناگی از یومی (عالم اموات) در هنگام شستشو و اجرای مراسم نطهیر، در هنگام شستن چشم راستش تسوکویومی آفریده شد. در روایتی دیگر، ایزاناگی آیینه‌ای از مس سفید در دست راستش داشت که تسوکویومی از آن آفریده شد. ایزاناگی سلطنت شب را به عهدهٔ تسوکویومی واگذاشت.
بی‌درنگ پس از زایش، تسوکویومی «پل شناور بهشت»∗ را صعود کرد و در بهشت تاکاماگاهارا در کنار خواهرش آماتراسو زندگی کرد.

### داستان جدائی روز و شب
هنگامی که اماتراسو برادرش تسوکویومی را به‌عنوان نماینده به مهمانی اوکِمُچی-نو-کامی∗ (ایزدبانوی باروری و خوراک) فرستاد. اوکمچی برای تهیهٔ خوان رو به دریا کرد و از آب دهانش یک ماهی درست کرد، سپس رو به جنگل کرد و خوراک‌هائی از گوشت جانوران شکاری قی کرد (یا به روایتی از مقعدش درآورد)، سپس رو به شالی‌زار کرد و با سرفه کردن برنج آفرید. اوکمچی در مجموع ۱۰۰ رنگ از خوراک تقدیم کرد.
با اینکه سفرهٔ اوکمچی نفیس و دلپسند بود، تسوکویومی از روش درست کردن آن بسیار بیزار شد و اوکمچی را کشت. وقتی خبر کشتن اوکمچی به آماتراسو رسید، او امه-نو-کوما-نو-اوشی∗ را فرستاد تا اطلاعات را به‌دست آورد. امه-نو-کوما-نو-اوشی دید که لاشهٔ اوکمچی به دام و دانه محول شد: سرش به گلهٔ اسب و گاو، ابروهایش به کرم ابریشم، شکمش به برنج، و اندام تناسلی‌اش به گندم و لوبیا. امه-نو-کوما-نو-اوشی این محصولات را برداشت و به آماتراسو برد که دانه‌ها را در کشتزارها کاشت.
آماتراسو از کشتن اوکمچی بسیار خشمگین شده بود که دیگر به صورت ابدی نپذیرفت تسوکویومی را ببیند، و فرمان تبعید او را به قسمتی دیگر از آسمان داد، و این علت عدم دیدار شب و روز در یک هنگام است. در نسخه‌های تازه‌تر، سوسانو است که اوکمچی را می‌کشد.

## نوشتارهای وابسته
- ایزاناگی
- آماتراسو
- سوسانو